# Lanakawai
Lanakawai — također poznat kao Lanaikawai i Lonokawai — bio je havajski plemić i princ otoka Mauija. Postao je poglavica Velikog otoka te je bio djed osnivača dinastije Pili.
Roditelji poglavice Lanakawaija bili su poglavica Hanalaa i njegova supruga, gospa Mahuia, koja je poznata i kao Mahuie, dok je Lanakawaijev brat bio poglavica Mauiloa, koji je zavladao Mauijem, dok je Lanakawai postao vladar Velikog otoka.
Lanakawai se oženio svojom sestrom, gospom Kalohialiʻiokawai, koju zovu i Kolohialiʻiokawai. Ovo su njihova djeca:
- Laʻau[2]
- Kukamolimaulialoha[3]

Laʻau i njegova sestra vjenčali su se i otišli na Kahiki (Tahiti) te je njihov sin bio Pilikaaiea, dok im je kći bila Hina-au-kekele.
Lanakawaija je naslijedio uzurpator Kapawa, kojeg je Pilikaaiea svrgnuo.